# La Légèreté
La Légèreté  est un album de bande dessinée français scénarisé et dessiné par Catherine Meurisse, édité le 29 avril 2016 par Dargaud.

## Synopsis
Dans ce récit autobiographique, les collègues et amis, mentors de la jeune dessinatrice Catherine Meurisse, sont sauvagement assassinés par des terroristes islamistes en 2015 à Paris. Après cette tragédie personnelle, afin de s'éloigner de la violence, elle se met en quête de la beauté, à l'opposé 
du chaos et de l'aridité intellectuelle et esthétique qu'elle a éprouvés. Afin de retrouver l'apaisement et le goût de dessiner, elle consigne les moments d'émotion vécus après l'attentat sur le chemin de l'océan, du Louvre, de la Villa Médicis (à Rome) et autres lieux de renaissance, et de retrouvailles avec la légèreté perdue.

## Genèse de l'œuvre
La Légèreté évoque l'après-attentat contre Charlie Hebdo de janvier 2015. Dans un entretien au journal 20 minutes, elle explique : « Après avoir commencé à me reconstruire en tant que femme, j’avais besoin de le faire en tant qu’artiste. Je me suis donc lancée dans une quête esthétique et culturelle, une quête de beauté absolue que j’espérais réparatrice. Je crois que je cherchais, après avoir affronté la barbarie, à retrouver la civilisation dans ce qu’elle a d’immuable. » Dans un entretien sur le site de son éditeur, elle indique : « J'ai immédiatement et instinctivement été obsédée par la beauté, dans les jours qui ont suivi l'attentat et pendant toute l'année 2015. La beauté, comme l'opposé du chaos et de la violence. Dans la beauté, je mets la nature, la culture, l'amitié. »
La couverture de l'album est à l'origine un dessin en couleur qu'elle ne destine pas à être publié : « c'est la première représentation de mon personnage hors du groupe Charlie, ma première échappée. Je marche sur une dune, comme si j’étais sur la lune. Je commence alors un cheminement ».
Quant au titre du livre, elle précise : « La légèreté, c'est tout ce que j'ai perdu le 7 janvier et que j'essaie de retrouver. […] La légèreté, c'est aussi le dessin. »

## Éditions
La Légèreté est également publiée en Allemagne en décembre 2016, aux éditions Carlsen sous le titre Die Leichtigkeit, en Espagne en avril 2017, aux éditions Impedimenta sous le titre La Levedad et au Japon en février 2019, aux éditions Kadensha sous le titre Watashi ga "Karusa" wo torimodosu made (わたしが「軽さ」を取り戻すまで, littéralement « Jusqu'à ce que je retrouve la légèreté »).

## Réception critique
D’après la critique de l'album de Télérama, le livre est graphiquement très réussi.

## Distinctions
- Prix Wolinski de la BD du Point 2016[8].
- Prix Töpffer International 2016[9].
- Prix Spécial du Prix Psychologies-Fnac 2017[10].
- Finaliste de la Sélection officielle au Festival d'Angoulême 2017.

## Adaptation audiovisuelle
Une adaptation cinématographique réalisée par Julie Lopes-Curval est en projet.

### Documentation
- Vincent Brunner, « Catherine Meurisse: «Le Cri de Munch, c’est le hurlement que je n’ai pas réussi à pousser après le 7 janvier» », sur Slate.fr, 11 mai 2016 (consulté en janvier 2017)
- Vincent Bernière et collectif, « 91. La légèreté », dans La bédéthèque idéale, Revival, novembre 2018 (ISBN 9791096119165)
- Catherine Meurisse (interviewée) et Blutch (intervieweur), « Mettre sous cloche », Kaboom, no 14,‎ mai-juillet 2016, p. 14-27.